# O'Donnell (episodio nacional)
O'Donnell es la quinta novela de la cuarta serie de los Episodios nacionales de Benito Pérez Galdós, escrita en Madrid entre abril y mayo de 1904, y publicada el 25 de junio de ese mismo año. Su título hace referencia al general Leopoldo O'Donnell, creador de la Unión Liberal.

El nombre de O'Donnell al frente de este libro significa el coto de tiempo que corresponde a los hechos y personas aquí representados. Solemos designar las cosas históricas, o con el mote de su propia síntesis psicológica, o con la divisa de su abolengo, esto es, el nombre de quien trajo el estado social y político que a tales personas y cosas dio fisonomía y color. Fue O'Donnell una época, como lo fueron antes y después Espartero y Prim, y como estos, sus ideas crearon diversos hechos públicos, y sus actos engendraron infinidad de manifestaciones particulares, que amasadas y conglomeradas adquieren en la sucesión de los días carácter de unidad histórica. O'Donnell es uno de estos que acotan muchedumbres, poniendo su marca de hierro a grandes manadas de hombres... y no entendáis por esto las masas populares, que rebaños hay de gente de levita, con fabuloso número de cabezas, obedientes al rabadán que los conduce a los prados de abundante hierba. O'Donnell es el rótulo de uno de los libros más extensos en que escribió sus apuntes del pasado siglo la esclarecida jamona doña Clío de Apolo, señora de circunstancias que se pasa la vida escudriñando las ajenas, para sacar de entre el montón de verdades que no pueden decirse, las poquitas que resisten el aire libre, y con ellas conjeturas razonables y mentiras de adobado rostro. Lleva Clío consigo, en un gran puchero, el colorete de la verosimilitud, y con pincel o brocha va dando sus toques allí donde son necesarios.
Capítulo I (Galdós, 1904)

Como en esta introducción explica el propio autor, en esta ocasión Galdós prescinde de nuevo del personaje conductor de la serie, Pepín Fajardo, para contrastar la realidad histórica con los apuntes imaginarios de una nueva dama galdosiana, Clío de Apolo, que como ocurre con la mayoría de sus personajes, ya en el nombre ofrece la clave metafórica de su esencia. La narración se contrasta con la trama folletinesca de otro personaje femenino que Galdós sitúa en el centro la acción, Teresa Villaescusa, «mujer rebelde, inconformista, que luchará en este y los otros episodios en que va a aparecer (Prim y La de los tristes destinos) por encontrar la manera de ser libre y feliz a espaldas de todos».
El periodo de la España decimonónica aquí novelado se abre tras la Vicalvarada de 1854, e incluye las subidas y caídas de O‘Donnell, Narváez y la Unión Liberal entre 1854 y 1859, y profundiza el proceso de la segunda desamortización (que según Manuel Tuñón de Lara benefició a los propietarios más que perjudicó a la Iglesia), dedicando menos atención a otros sucesos como la primera huelga general de España del 2 al 9 de julio de 1855. o las revueltas campesinas de Andalucía durante 1857. Algunos autores han interpretado en la lectura ideológica de este episodio el desencanto que –medió siglo después de este momento histórico– llevó a Galdós a distanciarse del partido Liberal y su progresivo acercamiento a las fórmulas republicanas de Blasco, Soriano, o Luis Morote.